# Суміжне
Сумі́жне (до 1948 року — Моллала́р, крим. Mollalar) — село в Джанкойському районі Автономної Республіки Крим. Розташоване в центральній частині району, входить до складу Зарічненської сільської ради. Населення — 107 осіб за переписом 2001 року.

## Географія
Суміжне — село в центральній частині району, у степовому Криму, недалеко від одної з осхаючих заток Сивашу. Висота над рівнем моря — 13 м. Сусідні села: Перепілкине (1 км на північний схід), Многоводне (1,5 км на схід), Стальне і Озерки (відповідно 1,2 і 2.3 км на південь) та Зарічне (4 км на захід). Відстань до райцентру — близько 15 кілометрів. Там же знаходиться найближча залізнична станція.

## Історія
Вперше село згадується у Камеральному Описі Криму… 1784 року, судячи з якого, в останній період Кримського ханства Моллалар входив до Дип Чонгарського кадилику Карасубазарського каймакамства.
Після анексії Кримського ханства Російською імперією, у 1784 році село було приписане до Перекопського повіту Таврійської області. Після Павловських реформ, з 1792 по 1802 рік входило до Перекопського повіту Новоросійської губернії. За новим адміністративним поділом, після створення 8 (20) жовтня 1802 Таврійської губернії, Муллалар був включений до складу Біюк-Тузакчинської волості Перекопського повіту.
Згідно з Відомістю про усі селища, що в Перекопському повіті перебувають… від 21 жовтня 1805 року в селі Муллалар числилося 12 дворів, 51 жителів — кримських татар, 3 ясири і 31 циган. На військовій топографічній карті Кримського півострова, складеній у 1817 році генерал-майором Семеном Олександровичем Мухіним в селі Моллалар нараховується 13 дворів. На топографічній карті півострова Крим полковника Бєтєва і підполковника Оберга, виданій Військово-топографічним депо у 1842 році село позначене позначкою «мале село» (менше п'яти дворів). У Списку населених місць Таврійської губернії за відомостями 1864 року, складеному за результатами VIII-ї ревізії 1864 року, Барин, який після земської реформи Олександра II був приписаний до Байгончекської волості — власницьке татарське село з мечеттю на 8 дворів і 38 мешканців. На трьохверстовій карті Криму 1865–1876 селище позначене п'ятьма дворами.
Після Кримської війни, коли кримські татари масово почали емігрувати в Туреччину, опустіло і селище Конек. Згідно з Пам'ятною книгою Таврійської губернії за 1867 рік село стояло пустим. В Пам'ятній книзі Таврійської губернії за 1889 рік Муллалар заселений слов'янами-вихідцями з материка — 35 дворів, 182 жителі.
Після земської реформи 1890 року Муллалар був віднесений до Ак-Шейхської волості. За всеросійським переписом 1897 року в селі Моллалар мешкало 6 жителів. Згідно з Календарем і Пам'ятною книжкою Таврійської губернії на 1900 рік в селі Моллалар числилося 7 жителів у одному дворі. У Статистичному довіднику Таврійської губернії за 1915 рік в Ак-Шейхській волості Перекопського повіту значиться село Моллалар.
Згідно зі Списком населенних пунктів Кримської АРСР до Всесоюзного перепису населення 17 грудня 1926 року село Моллалар було центром Молаларської сільради Джанкойського району, яка була ліквідована у 1940 році.
18 травня 1948 року указом Президії Верховної Ради РРФСР Муллалар був перейменований на село Суміжне.